# Hiéroglyphe égyptien S35

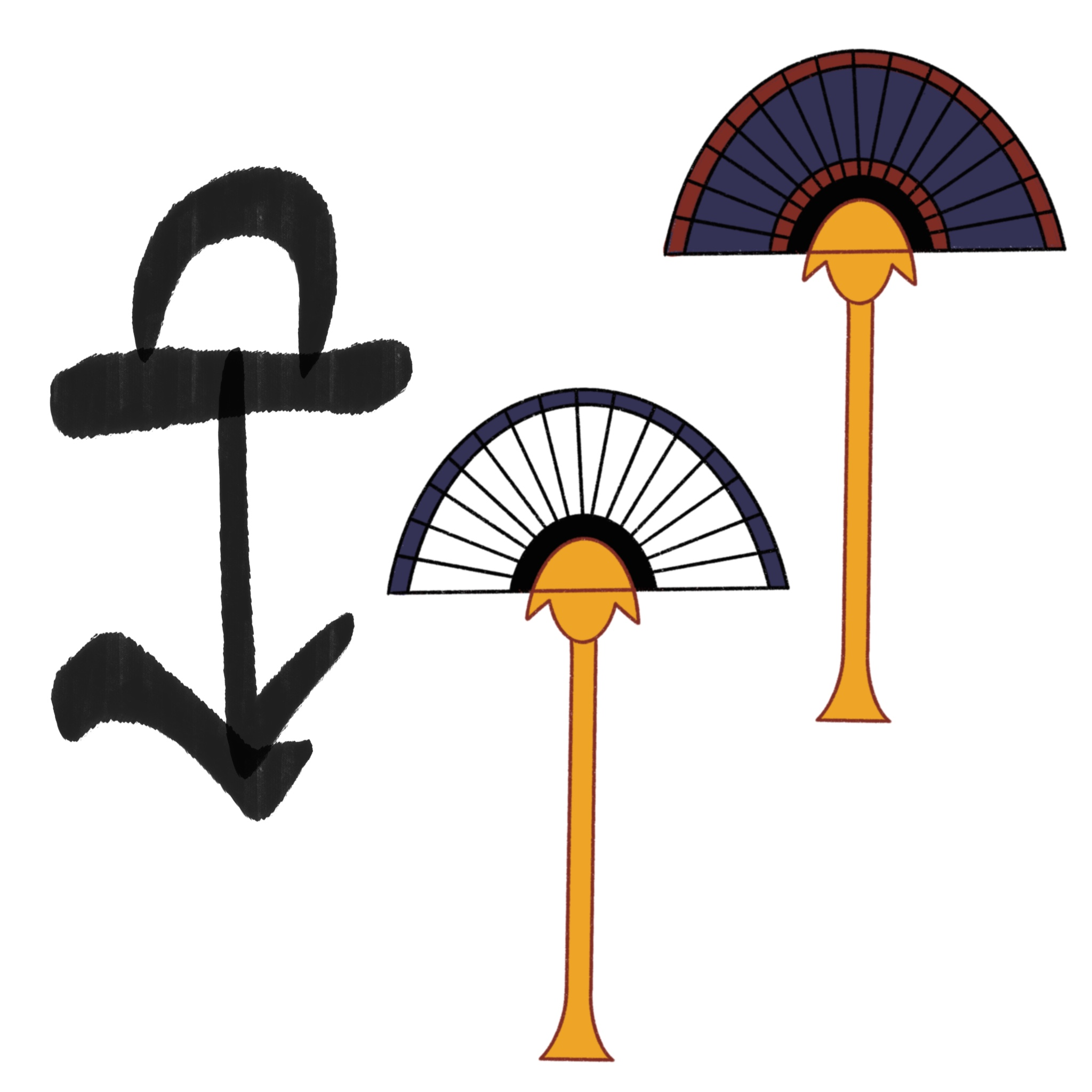
Version hiératique et hiéroglyphique

Le flabellum, en hiéroglyphes égyptiens, est classifié dans la section S « Couronnes, vêtements, sceptres, etc. » de la liste de Gardiner ; il y est noté S35.

## Représentation
Il représente un grand éventail de type flabellum en plume d'autruche. Il n'est pas forcément très détaillé, comme avec sa variante S36. Il est translittéré sry.t, šw.t ou ḥp.

## Utilisation
| S35 | / | z · r | i | t | i | S35 |

| S35 | / | z · r | i | t | i | S35 |

| S35 | / | S · w · t | S35 |

| S35 | / | S · w · t | S35 |

| mn · n · q | b | S35 |

| mn · n · q | b | S35 |

| S35 | p | S35 |

| S35 | p | S35 |